# Anosia fruhstorferi
Anosia fruhstorferi är en fjärilsart som beskrevs av Johannes Karl Max Röber 1897. Anosia fruhstorferi ingår i släktet Anosia och familjen praktfjärilar. Inga underarter finns listade i Catalogue of Life.